# Nuria Cabanillas
Nuria Cabanillas Provencio, född den 9 augusti 1980 i Barcelona i Spanien, är en spansk gymnast.
Hon tog OS-guld i rytmisk gymnastik för trupper i samband med de olympiska gymnastiktävlingarna 1996 i Atlanta.